# Британия (Гояс)
Британия (порт. Britânia) — муниципалитет в Бразилии, входит в штат Гояс. Составная часть мезорегиона Северо-запад штата Гойас. Входит в экономико-статистический микрорегион Риу-Вермелью. Население составляет 5717 человек на 2006 год. Занимает площадь 1461,181 км². Плотность населения — 3,9 чел./км².

## Статистика
- Валовой внутренний продукт на 2003 год составляет 36 000 934,00 реалов (данные: Бразильский институт географии и статистики).
- Валовой внутренний продукт на душу населения на 2003 год составляет 6526,64 реалов (данные: Бразильский институт географии и статистики).
- Индекс развития человеческого потенциала на 2000 год составляет 0,723 (данные: Программа развития ООН).